# 1417 w polityce

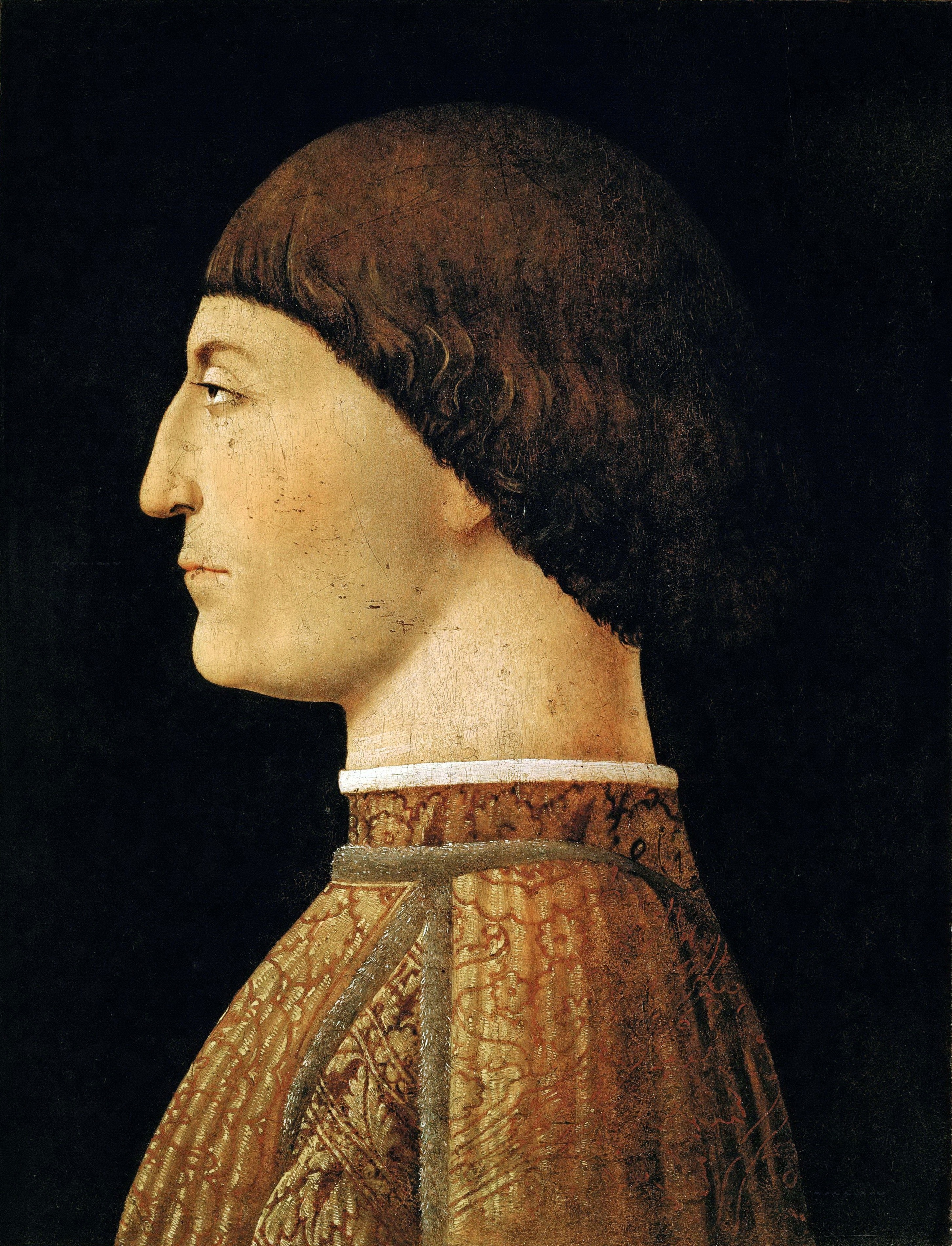
Piero della Francesca, Portret Sigismonda Pandolfa Malatesty

Wydarzenia polityczne w 1417 roku.

## Wydarzenia
- 11 listopada – Oddone Colonna zostaje papieżem[1][2].
- 14 grudnia – John Oldcastle, przywódca lollardów, zostaje stracony[3]. Na postaci Johna Oldcastle’a był wzorowany Szekspirowski Falstaff[3].

## Urodzili się
- Sigismondo Pandolfo Malatesta, włoski kondotier, władca Rimini[4][5].
- 23 lutego Pietro Barbo, późniejszy papież Paweł II[6][7].

## Zmarli
- 29 kwietnia Ludwik II Andegaweński, pretendent do tronu Neapolu[8].
- 18 października Grzegorz XII, papież w latach 1406–1415[9].
- Jusuf III, sułtan Granady[10].